# الدوري الفنزويلي الممتاز 1964
الدوري الفنزويلي الممتاز 1964 هو الموسم 44 من الدوري الفنزويلي الممتاز. كان عدد الأندية المشاركة فيه 6، وفاز فيه ديبورتيفو غاليسيا.